# 三井三太郎
三井 三太郎（みつい さんたろう、1949年6月24日 - ）は、日本の芸能リポーター、タレント。本名、三井 康正（みつい やすまさ）。

## 来歴
神奈川県出身。1972年、駒澤大学法学部法律学科卒業。
クレージーキャッツの谷啓に弟子入りし、お笑いコンビ「コント・ブルドッグ」を結成、リーダーとなる。その後、TVリポーターとして活躍。また、映画やテレビドラマに出演。ものまねタレントのダンシング谷村とお笑いコンビ「DXコブラ」を結成し、解散。
2013年、元オセロの中島知子の個人マネージャーを務め、2014年にはパフォーマンスグループ電撃ネットワークのメンバーとなる。病気療養中のMC三五十五が復帰するまでの臨時メンバーとして期間限定で加入。三五十五とは自宅が近く、飲み仲間として親交がある。
タレントとして番組出演、講演や執筆活動などを行う。
身長173cm。大型2種免許、大型特殊、移動式クレーン免許など保持。

## 主な出演

### テレビ
- ニュース「朝駆け第一報」コーナー担当　フジテレビ
- ワイドショー「タイム3」リポーター　フジテレビ
- ワイドショー「タイムアングル」リポーター　フジテレビ
- 「おはようナイスディ」リポーター　フジテレビ等リポーターとしてレギュラー10年出演
- 「ワイド!スクランブル」テレビ朝日　リポーターとして15年レギュラー出演
- 「プレマップ」NHK
- 「ロック大全集ビートルズ特集」NHK-BS

### 映画
- 「釣りバカ日誌イレブン」松竹
- 「ゴジラＶＳデストロイア」東宝1995. レポーター[3]

### ドラマ
- ドラマ「私の運命」TBS 1994.[4]
- 月曜ドラマスペシャル「演歌・唱太郎の人情事件日誌Ⅲ 伊香保殺人事件」TBS 1997.
- 「斜光」TBS 1998.
- ドラマ「コタツでパソコン」宮城テレビ

### その他の活動
- イベントライブ「笑志と恭子の怪傑日曜日」ラジオ北日本放送

### 講演
主な講演内容
- 「三太郎の危ないワイドショー ここだけの話」リポーター歴25年のキャリアを生かして、ワイドショーの裏話を実話と爆笑トークで！
- 「今のマスコミ業界がかかえる問題点」
- 「三井三太郎！芸能リポーターの半生を語る」
- 「夢をあきらめない」
- 「奇跡は起きる」etc